# 虞允文
虞 允文（ぐ いんぶん、大観4年11月2日（1110年12月14日）- 淳熙元年2月16日（1174年3月20日））は、中国南宋の宰相。字は彬甫。

## 生涯
隆州仁寿県の出身。太常寺博士で潼川府路転運判官の虞祺の子として生まれる。子に虞公亮・虞公著・虞杭孫が、孫に虞剛簡があった。
学問を好み、6歳で九経を読み、7歳で文章を作ったという。父の跡を継ぐかたちで官界に入る。
紹興23年（1153年）、進士となる。彭州通判・黎州知州・渠州知州を歴任する。秦檜の死後に秘書丞に任命され礼部郎官に昇進する。
当時、金の皇帝である海陵王が汴京を占領して、さらに南進する気配を見せた。この報を聞いた允文は、辺境の防備を固めるべきことをしばしば上奏し、中書舎人・直学士に任命された。
紹興31年（1161年）に海陵王が汴京に遷都した後、60万の大軍を率いて南宋に侵攻した。采石磯に都督江淮軍馬府参軍として赴任していた允文は、将たちをまとめ奮戦して金軍を破る（采石磯の戦い）。川陝宣諭使となり、失地回復を主張する。
孝宗が即位するや上疏すること15回、陝西回復の急務であることを訴えるが、孝宗の側近に疎んじられ、顕謨閣直学士・兵部尚書・夔州知州・湖北京西制置使・平江府知府と中央からかえって遠ざけられる。
隆興2年（1164年）、金の軍勢が淮水を再び渡り、後悔した孝宗は陳俊卿の推薦もあったので允文を端明殿学士・僉書枢密院事に任命。乾道元年（1165年）に参知政事・知枢密院事、乾道3年（1167年）に資政殿大学士・四川宣撫使に任命され、兵制を改め政治の弊風を除く。乾道5年（1169年）、右僕射・同中書門下平章事・枢密使（実質上の宰相）を拝命。
允文は宰相として人材を多く登用し、才能ある者に会うと三等に分けて登録し、これを「材館録」と呼んだ。洪适・汪応辰・胡銓・周必大・王十朋・趙汝愚・晁公武・李燾などが允文の推挙した人々である。
乾道8年（1172年）、左丞相・枢密使に特進する。同年4月、御史の蕭之敏に弾劾されたが孝宗の信任は変わらない。しかし、右丞相の梁克家とも争ったことから自ら中央を去ることを願い出て、少保・武安軍節度使・四川宣撫使に任命され、雍国公に封ぜられた。四川に在任中は軍備を整え、孝宗の志である失地回復を補佐しようと努力する。
淳熙元年（1174年）、任地で没した。享年65。死後に太傅を贈位された。諡は忠粛。

## 著作
- 『詩文』10巻
- 『経筵春秋講義』3巻
- 『奏議』22巻
- 『内外志』15巻